# بيترو وايلد
بيترو وايلد هي متزحلقة سويسرية، ولدت في 7 ديسمبر 1993.

## وصلات خارجية
- بيترو وايلد على موقع الاتحاد الدولي للتزلج (التزلج على المنحدرات الثلجية) (الإنجليزية)
- بيترو وايلد على موقع أوليمبيديا (الإنجليزية)